# The Limey
The Limey (bra: O Estranho; prt: O Falcão Inglês) é um filme estadunidense de 1999, dos gêneros drama policial e suspense, dirigido por Steven Soderbergh, com roteiro de Lem Dobbs e atuações de Terence Stamp, Lesley Ann Warren, Luis Guzmán, Barry Newman, e Peter Fonda.

## Sinopse
Criminoso britânico recém-libertado vai para Los Angeles vingar a morte da filha com a ajuda de um comparsa, e nessa busca acaba enfrentando o ex-namorado dela.

## Elenco
- Terence Stamp como Wilson
- Lesley Ann Warren como Elaine
- Luis Guzmán como Eduardo Roel
- Barry Newman como Jim Avery
- Joe Dallesandro como tio John
- Nicky Katt como Stacy, o pistoleiro
- Peter Fonda como Terry Valentine
- Amelia Heinle como Adhara
- Melissa George como Jennifer "Jenny" Wilson
- William Lucking como Warehouse Foreman
- Steve Heinze como Larry (guarda de Valentine)
- Nancy Lenehan como Lady no avião
- Bill Duke como DEA comandante oficial
- Michaela Gallo como jovem Jennifer

## Produção

### Direção
Steven Soderbergh usa atípicas sequências de flashback, e inclui várias cenas (sem diálogo) de um filme antigo de Terence Stamp, Poor Cow, filme de 1967 de estreia de Ken Loach. Soderbergh usa as cenas para criar uma nebulosa história para mostrar o personagem de Stamp como um homem jovem, e seu relacionamento com uma mulher, a mãe de Jenny. Wilson fala muitas vezes em um Cockney rhyming slang. O título refere-se a gíria estadunidense Limey, que se refere para britânicos.

### Edição
A editora do filme Sarah Flack utiliza uma variedade de técnicas de edição não-ortodoxas em The Limey. O filme apresenta freqüentemente diálogo e som de fundo de cenas anteriores ou futuros justapostos com uma cena atual. Diálogo de uma conversa, por exemplo, pode encontrar-se dispersos ao longo do filme, articulada pela primeira vez muito tempo depois de seu momento cronológico já passou, como uma espécie de flashback das narrativas sobrepostas mais tarde na conversa, para completar o pensamento de um personagem ou pontuar ênfase de um personagem. Som de fundo pode ser desarticulada no filme e deslocou-se para aumentar a outra cena, sugerindo continuidade, semelhança ou dissemelhança, por exemplo, Wilson está em um quarto de hotel, e liga o chuveiro, e Wilson está em um avião, olhando pela janela, e o chuveiro pode ser ouvido.

## Lançamento
The Limey foi apresentado pela primeira vez no Festival de Cannes em 15 de maio de 1999. Ele também foi destaque no Festival de Toronto, Festival Internacional de Cinema Independente de Buenos Aires, e Festival Internacional de Cinema de Hong Kong.
A versão limitada em os EUA começou em 8 de outubro de 1999 e não foi bem nas bilheterias. Bruto de sua primeira semana foi US$ 187 122 (17 telas) e as receitas totais foram US$ 3 204 663. O filme teve grande lançamento para 17 semanas (115 dias), e foi mostrado em 105 cinemas.

## Recepção

### Resposta da crítica
A recepção crítica de The Limey foi muito positiva, com Rotten Tomatoes relatar 93% dos críticos deram ao filme uma crítica positiva, com base em oitenta comentários.
Edward Guthmann, crítico de cinema do San Francisco Chronicle, elogiou a direção e roteiro do filme, e escreveu: "The Limey...é um thriller de primeira linha e mais uma prova de que Soderbergh é um dos nossos grandes estilistas de filmes contemporâneos. Tenso, imaginativo e complexo, este é um dos melhores filmes americanos do ano e um maravilhoso antídoto para a mesmice paralisante de [alguns] filmes". A crítica Janet Maslin escreveu o trabalho de Terence Stamp, "Stamp interpreta o papel-título furiosamente, com sincera intensidade, olhos azuis selvagens e um rugido tonitruante mostrado fora em momentos iniciais do filme...Olhares de jovem, bonito, sonhador Stamp e sua não menos imponente presença dos últimos dias são usados por Soderbergh com eficácia comovente".
O crítico de cinema da revista Variety, Emanuel Levy, elogiou o drama policial e gostou da direção de cena, o ator, e o roteiro, ainda pensando que o filme "não tem personagens e subtramas secundárias". Ele escreveu: "The Limey, novo filme policial de Steven Soderbergh, continua renovação artística do helmer, evidente no ano passado no soberbamente realizado Out of Sight. Elemento mais interessante do filme é o posicionamento de dois ícones do cinema dos anos 1960, o  muito britânico Terence Stamp e o muito americano Peter Fonda, como inimigos de longa data em que é basicamente um thriller de vingança rotina...[e] um não tem nenhum problema elogiando a atuação bravura de todo o conjunto e impressionantes aspectos técnicos do filme. Warren, Guzman e Barry Newman dão maturidade contida em desempenhos em falas com textura dominante do filme. Um coadjuvante regular de Joe Dallessandro, Andy Warhol e Paul Morrissey, acentua a natureza reflexiva do filme como um comentário sobre uma era passada de cinema".
Elektra Faber do Omelete elogiou as piadas sutis sobre ingleses, a trilha sonora e as paisagens da costa da Califórnia, escrevendo: "Abusando de planos diferenciados, diálogos inteligentes, inserts e referências a filmes antigos ele é composto de seqüências completamente quebradas que magicamente fazem sentido. Pode ser considerada a obra-prima do diretor". A revista Veja elogiou e recomendou o filme.

### Prêmios
Venceu
- Satellite Awards: Golden Satellite Award; Melhor Performance de Drama por um Ator em um Filme, Terence Stamp; 2000.[carece de fontes?]